# Дё-Севр
Дё-Севр (фр. Deux-Sèvres, дословно — «два Севра») — департамент на западе Франции, один из департаментов региона Новая Аквитания. Порядковый номер — 79. Административный центр — Ньор. Население — 380 569 человек (65-е место среди департаментов, данные 2010 года).

## География
Площадь территории — 5999 км². Через департамент протекают реки Севр-Нантез и Севр-Ньортез (буквально: нантский Севр и ньортский Севр), от которых и происходит его название.
Департамент включает 3 округа, 33 кантона и 307 коммун.

## История
Дё-Севр — один из первых 83 департаментов, образованных во время Великой французской революции в марте 1790 года. Возник на территории бывшей провинции Пуату.